# وزارة الاتصالات وتكنولوجيا المعلومات (أفغانستان)
وزارة الاتصالات وتقنية المعلومات (بالدرية: وزارت مخابرات و تکنالوژی معلوماتی) (بالبشتوية: د مخابراتو او معلوماتي ټکنالوجۍ وزارت)‏ هي وزارة في الحكومة الأفغانية. وزير الاتصالات الحالي هو نجيب الله حقاني.
تقدم وزارة الاتصالات وتكنولوجيا المعلومات تقريرًا سنويًا لإعلام الجمهور بالتقدم المحرز في قطاع التكنولوجيا في أفغانستان. وفي نهاية عام 2001، كان هناك ما يقدر بنحو 35 ألف هاتف يعمل في جميع أنحاء أفغانستان لخدمة سكان يبلغ عددهم 27 مليون نسمة. تعتبر وزارة الاتصالات الأفغانيَّة واحدة من أدنى معدلات كثافة الاتصالات في العالم. ولا يمكن إجراء المكالمات إلا عبر مرافق الأقمار الصناعية وفقط بين المناطق الحضرية الست الرئيسية في أفغانستان. قامت وزارة الاتصالات بمساعدة استشارية دولية بتطوير سياسة حديثة لقطاع الاتصالات والإنترنت تم نشرها في أكتوبر 2002. ويُنسب إلى إطار السياسات هذا الفضل في إرساء الأساس للمنافسة الشفافة التي يقودها القطاع الخاص. اعتبارًا من نوفمبر 2009، كان هناك أكثر من 10.4 مليون مشترك في الهاتف المحمول، أي بزيادة قدرها 300 ضعف خلال سبع سنوات. أكثر من 1.2 دولار مليار دولار تم استثمارها في هذا القطاع.
يوجد حاليًا ما يقدر بنحو 45.000 خط أرضي وحوالي 10.400.000 ملايين مشترك في الهاتف المحمول. في حين أن عدد من مزودي خدمة الإنترنت يقدمون الخدمات، إلا أنه لم يتم إجراء بحث دقيق حول عدد المستخدمين بعد.

## روابط خارجية
- وزارة الاتصالات وتكنولوجيا المعلومات (MCIT) في أفغانستان – الموقع الرسمي| - ع - ن - ت حكومة أفغانستان                                                                                                                                                                                                                                                                                                                                                                                                                                                                                                                                                                                                                                                                                                                 | - ع - ن - ت حكومة أفغانستان |
| --- | --------------------------- |
| - رئيس الوزراء - وزارة الزراعة والري والثروة الحيوانيَّة - وزارة التجارة والصناعة - وزارة الاتصالات وتكنولوجيا المعلومات - وزارة مكافة المخدرات - وزارة الدفاع - الهيئة الوطنيَّة لإدارة الكوارث - وزارة الاقتصاد - وزارة التعليم - وزارة الطاقة والمياه - وزارة المالية - وزارة الخارجيَّة - وزارة الحدود وشؤون القبائل - وزارة الحج والشؤون الدينيَّة - وزارة التعليم العالي - وزارة الإعلام والثقافة - وزارة الداخليَّة - وزارة العدل - وزارة العمل والشؤون الاجتماعيَّة - وزارة الشهداء والمعاقين - وزارة المناجم والبترول - وزارة الأمر بالمعروف والنهي عن المنكر - وزارة الصَّحة العامَّة - وزارة الأشغال العامَّة - وزارة اللَّاجئين والعودة - وزارة التعمير والتنمية - وزارة النقل والطيران المدني - وزارة التنمية الحضريَّة والإسكان - مكتب المدعي العام |                             |